# Scolopax
Scolopax là một chi chim trong họ Scolopacidae.

## Các loài
- Scolopax rusticola Linnaeus, 1758
- Scolopax mira Hartert, 1916
- Scolopax saturata Horsfield, 1821
- Scolopax rosenbergii Schlegel, 1871
- Scolopax bukidnonensis Kennedy, Fisher, Harrap, Diesmos & Manamtam, 2001
- Scolopax celebensis Riley, 1921
- Scolopax rochussenii Schlegel, 1866
- Scolopax minor Gmelin, 1789